# Mohan
Mohan è una suddivisione dell'India, classificata come nagar panchayat, di 13.553 abitanti, situata nel distretto di Unnao, nello stato federato dell'Uttar Pradesh.